# 兰斯多沃内
兰斯多沃内（Lansdowne），是印度北阿坎德邦Garhwal县的一个城镇。总人口7902（2001年）。

## 人口
该地2001年总人口7902人，其中男性5048人，女性2854人；0—6岁人口686人，其中男380人，女306人；识字率86.42%，其中男性为90.79%，女性为78.70%。